# Корякин, Виталий Валерьевич
Виталий Валерьевич Корякин (род. 2 декабря 1983, Чурапча, Чурапчинский улус, Якутская АССР, РСФСР, СССР) — киргизский, узбекистанский и таджикистанский борец вольного стиля, участник Олимпийских игр.

## Карьера
Является воспитанником отделения вольной борьбы Чурапчинского государственного институт физической культуры и спорта, занимался в чурапчинском филиале ШВСМ. До 2006 года выступал за Кыргызстан, потом короткое время за Узбекистан, с 2007 года выступает за Таджикистан. В апреле 2008 года в Швейцарии добыл путёвку на Олимпийские игры в Пекин. В августе 2008 года на Олимпиаде проиграл в первой схватке японцу Кэнъити Юмото и выбыл из турнира, заняв 14 место.

## Спортивные результаты
- Олимпийские игры 2008 — 14;